# العنصرية في العالم العربي
يقصد بالعنصرية في العالم العربي مجموعة واسعة من أشكال التعصب ضد غير العرب أو الجماعات والأقليات مثل الأفارقة والأوروبيين (خاصة الأوروبيين الشرقيين)، الجنوب آسيويون في بلدان عربية من الشرق الأوسط وشمال أفريقيا.
في السابق، كان تُعاني مجموعات من الأقليات من العنصرية في العالم العربي، لكن وسائل الإعلام الأجنبية المستقلة ساهمت في التقليل من هذه العنصرية والحد منها إلى حد ما. كما ساهمت وسائل الإعلام العربية في الدفاع عن حقوق الأقليات وساعدتهم في تدارك ما حصل لهم من قبل، فمثلا ساهمت قناة الجزيرة في تغطية أزمة دارفور
التي أدت بدورها إلى اعتقال وإدانة رئيس مكتب الخرطوم بسبب عُنصريته وخطاباته المعادية.

## المواقف العنصرية
العنصرية ظاهرة موجودة في جميع أنحاء العالم، وهناك بعض الدول التي تُحاول القضاء عليها من خلال فرض عقوبات زجرية على كل من تبث في حقه أنه عنصري أو أدلى بخطابات تحريضية أو عنصرية. بل ظهرت العديد من الجماعات العرقية والدينية في الشرق الأوسط والتي تحتضن تلك الطوائف أو الأقليات المُعرضة للهجوم وللعنصرية لسبب من الأسباب ومن بينها العلويون، الأرمن، الآشوريين، البهائيون، البربر، الأقباط، الإسماعيليون، الأكراد، الصحراويون، التركمان، اليزيديون ثم النوبيين. هذا وتجدر الإشارة إلى أن غير العرب أو غير المسلمين مُعرضين للعنصرية بشكل كبير في العالم العربي مُقارنة بمناطق أخرى.
وكانت منى الطحاوي الكاتبة في جريدتي المصري اليوم وجريدة العرب القطرية قد نشرت مقالا في نيويورك تايمز بعنوان «العنصرية: سرية العالم العربي القذر»، حيث ذكرت فيه أنها كانت شاهدة على هجمات عنصرية لعرب مصريين على السود قائلة: «نحن عنصريين في مصر ونحن في حالة إنكار عميق حول هذا الموضوع، ففي فايسبوك يعلق المصريون على أنهم ليسوا عنصريون! ثم يستخدمون أدلة وحجج غير منطقية مثل برنامج على الإذاعة المصرية يضم الأغاني والأشعار السودانية! هل هكذا نُعبر عن عدم عنصريتنا؟ ... الصمت على العنصرية وعدم محاولة القضاء عليها لا يدمر الدفء والضيافة فقط، بل يجب أن يفهم المصريون أن لهذا عواقب وخيمة.» وأعربت عن اعتقادها بأن «العنصرية هي السبب الذي دفع بالشرطة المصرية لشن حملة على 5000 لاجئ سوداني، حيث تعرضوا للطرد بل للضرب حتى الموت وكان من بين هؤلاء نساء وأطفال!» ثم أضافت موضحة: «العنصرية التي مُورست في مترو القاهرة لقيت صدى في العالم العربي ككل وهذا أمر جيد إلى حد ما، لكن السيء هو معاناة الناس في حرب دارفور والتي لم يهتم لها أحد لأن ضحاياها من السود، ولأن ذلك الذين عانوا من البؤس واليأس في هذه الحرب ليسوا أميركيين أو إسرائيليين، لأننا نحن وللأسف نتصرف فقط عندما يتعلق الأمر بأمريكا أو إسرائيل.» وواصلت في مقالتها انتفاد البلاد حيث قالت: «نحن [تقصد المصريين والعرب] ننزعج بل نكاد نبكي عندما نسمع عن 'الإسلاموفوبيا' في الغرب، وعما تتعرض الأقليات المسلمة من سوء معاملة وإقصاء وعنصرية في الغرب، لكننا وحتى هذه اللحظة لا نتوقف أبدا عن النظر في كيفية تعاملنا مع الأقليات والفئات الأكثر ضعفا بيننا! ... الحوادث العنصرية التي حصلت في الولايات المتحدة هي ذاتها تحصل في مصر وفي العالم العربي، لكن ثقافة الصمت السائدة تجاه هذه الحوادث تنعكس سلبا على المجتمع العربي.»

## اتهامات محددة ضد الحكومات العربية

### العراق
شهدت العنصرية أبهى تجلياتها في العراق إبان حكم حزب البعث وخصوصا خلال الحرب العراقية–الإيرانية وقد تمركزت ممارسة العنصرية والعزل والقمع على الفرس والإيرانيين وذلك باعتبار أن إيران العدو القديم للعرب من الناحية التاريخية.
ووفقا للباحث فريد هاليداي فإن العراق وشعبه طبقوا العنصرية على الإيرانيين وذلك كجزء من معاداتهم لهم كما حاولوا تشكيل وحدة عربية فارضين بذلك على باقي الأقليات التهميش والانسحاب، كما سعت الحكومة العراقية في تلك الفترة إلى مُكافحة المواضيع الإيرانية ومنعها وذلك على مدى عقد ونصف خاصة بعد وصول حزب البعث إلى السلطة في بغداد، فنظم تظاهرات يهدف من خلالها إلى طرد كل الإيرانيين وحتى العراقيين من أصل إيراني.
الأقلية الإيرانية في العراق ليست هي الوحيدة التي عانت من العنصرية في الجمهورية، بل الأكراد أيضا مروا منها؛ خاصة وأن 40.000 منهم كانوا مُهددين بالترحيل في حالة ما لم يتلزموا بسياسات الدولة خاصة فيما يتعلق بالاستقلال، وكانت حكومة العراق قد فرضت على حوالي 200.000 من الأكراد البقاء في العراق وتحت حكمها وأن أي مُحاولة منهم لطلب الاستقلال تبقى ممنوعة وغير شرعية طالما لم تُرخص لها الجهة المسؤولة.
كل هذه السياسات العنصرية التي مارستها حكومة العراق في فترات مُتقطعة زادت من الطائفية، ففي عام 1981، وبعد عام واحد من بدء الحرب العراقية–الإيرانية، قامت دار الحرية التابعة لدور النشر الحكومية بإصدار كُتيب يحمل عنوان ثلاثة كان على الله أن لا يخلقهم: الفرس، اليهود والذباب لمؤلفه خير الله طلفاح والذي عادى فيه بشكل واضح كل من اليهود والإيرانيين، كما دافع عما سماه «بالعروبة» مؤكدا أنه وجب على كل الدول العربية الاتحاد ومحاربة ما سماهم بالصهاينة.

### موريتانيا
ذكر هولي بوركهالتر العامل في هيومن رايتس ووتش في بيان أصدرته المنظمة للشهادة أمام الكونغرس في الولايات المتحدة؛ حيث قال: «فمن غير الإنصاف أن نقول أن الحكومة الموريتانية غير عنصرية! فهي تقوم بممارسات عنصرية غير مُعلنة، كما تقوم على على أساس الفصل العنصري وتُميز بشدة على أساس العرق.»

### السودان

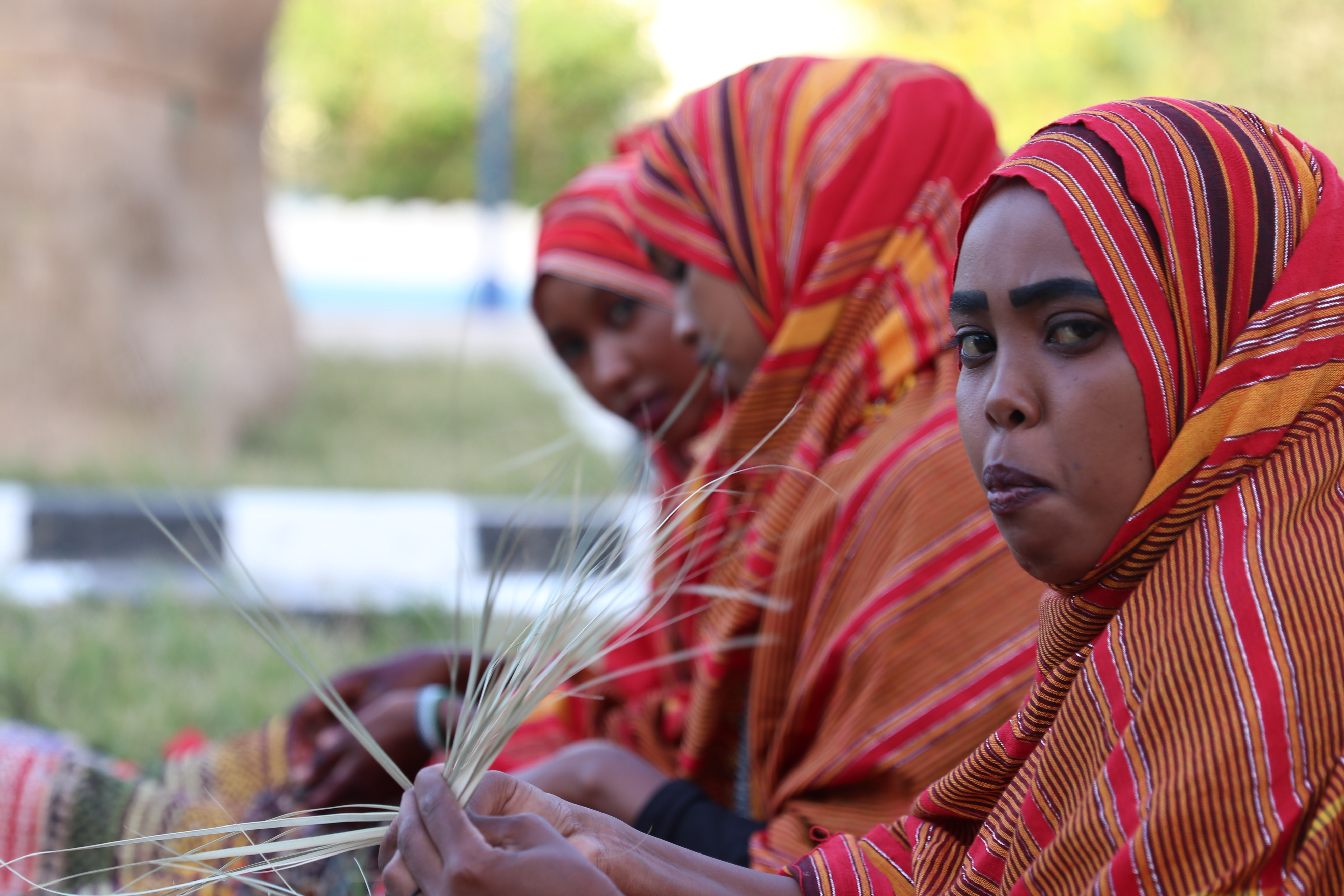
يشير مصطلح "الأسود والأكثر سواداً" إلى العنصرية الداخلية بين السودانيين.

في بدايات 1991، اشتكى العديد من الزغاوة في السودان أنهم كانوا ضحايا للعنصرية العربية ضدهم، حيث أكدوا على أنهم تعرضوا للقمع والتهجير والتمييز في شتى المجالات.
أما الناشطة فيكوني لوبا لاساج فقد اتهمت الحكومة السودانية «بالتحاذق والتضامن مع العرب فقط» كما اتهمتها بتنفيذ سياسات الفصل العنصري والتطهير العرقي ضد غير العرب في دارفور. أما آلان ديرشوفيتز فقد ذكر أن السودان تستحق لقب «الدولة العنصرية» بجدارة وذلك لما يجري فيها من تمييز وقمع للأقليات. وكان وزير العدل الكندي السابق آيروين قد انتقد السودان هو الآخر ووصفها بدولة العنصرية بامتياز.

### مصر
تنتشر العنصرية في مصر أيضا، فمثلا الرئيس المصري أنور السادات ذو البشرة الداكنة إلى حد ما كان قد تعرض لإهانات عديدة بسبب لون بشرته، حيث تكررت الشتائم من قبيل «أنور ليس مصري بما فيه الكفاية» بل هناك من تهجم عليه بشكل مباشر وفي العديد من التظاهرات قائلا «عبد الناصر هو عبارة عن كلب أسود». أما لاعب كرة القدم المصري شيكابالا فقد توقف عن ممارسة لعبة كرة القدم لفترة مؤقتة بسبب العنصرية والافتراءات والألقاب المُهينة التي شُتم بها في إحدى مباريات الدوري المصري.
وفقا للمبادرة المصرية للحقوق الشخصية EIPR Black، فإن المهاجرين الأفارقة في مصر غالبا ما واجهوا ويواجهون العنف الجسدي واللفظي من قبل مُشغِّليهم بل حتى من المسؤولين عن إنفاذ القانون. ليس هذا فقط؛ بل إن اللاجئين من السودان هم الآخرون مُستهدفون، حيث عادة ما يُطلِق عليهم الشارع المصري لقب "oonga boonga" والتي تعني «الأسمر أو الأسود»، بالإضافة إلى شتائم أخرى أكثر شيوعا باللغة العامية في مصر. وقد عزت نفس المبادرة إلى أن سبب العنصرية؛ العنف والاعتداء التي تتعرض له هاته الأقليات هو انعدام جهود الحكومة في هذا المجال من خلال عزوفها عن نشر المعلومات وتوعية المواطنين والتأكيد على خطأ بعض الشائعات من قبيل أن تدهور الاقتصاد المصري سببه الأول والأخير المهاجرين والأفارقة، ثم حملت _نفس المبادرة_ الإعلام المصري جزءا من المسؤولية. أما النساء السود فكانت على مر التاريخ عُرضة لأهداف «غير أخلاقية» مثل التحرش الجنسي، وكحل لهذه المشكلة وصت المبادرة المصرية للحقوق الشخصية الحكومة المصرية بتكثيف وتسريع الجهود الرامية إلى مكافحة العنصرية وكراهية الأجانب وتغيير وجهات النظر تجاه العمال المهاجرين، وخاصة السو منهم أو الأفارقة، كما دعت إلى تعزيز الوعي والمُساهمة الإيجابية في المجتمع، ثم وصفت نفس المبادرة بضرورة تدريب جميع العاملين في مجال العدالة الجنائية والمسؤولين عن إنفاذ القانون قصد احترام حقوق الإنسان وعدم التمييز على أسس عرقية أو جنسية.

### تونس
في آذار/مارس 2011، أكد مسؤولون من المفوضية السامية للأمم المتحدة لشؤون اللاجئين وجود التمييز والعنصرية في تونس خاصة ضد الأفارقة السود.

### ليبيا
عانى الأفارقة السود من العنصرية والتمييز بل والكراهية في ليبيا، وذلك لعدة أسباب؛ وقيل إن
الأفارقة السود قد تعرضوا للعنف والضرب والقتل من قبل قوات المتمردين خلال الحرب الأهلية الليبية في عام 2011.

### المغرب
تنتشر العنصرية في المغرب بشكل كبير إلى حد ما؛ وتُعاني منها بعض الفئات على وجه الخصوص خاصة الأفارقة السود والأمازيغ، وكان المغرب قد عرف عدة مُناسبات طغت فيها العنصرية على الأجواء ولعل أبرزها ما حصل لجمهور نادي حسنية أكادير الذي يلعب لصالح مدينة أكادير كما يُشير ذلك اسمه؛ هذه الأخيرة تقع في جنوب المغرب وتُعد مدينة «أمازيغ» بامتياز مما يجعلها تدخل في صراعات دائمة ومتواصلة مع مُدن أخرى تدعم العرب وفقط، ففي أكتوبر 2017 مُنع جمهور الحسنية من إدخال علم الأمازيغ لأرضية ملعب الدار البيضاء وذلك خلال المباراة التي جمعت فريقهم بنادي الوداد، وازدادت الأمور سوءا عندما رفعت إلتراس فريق الدار البيضاء شعارات وهتافات عُنصرية من قبيل «اجلس أيها الأمازيغي»، وقد عرفت هذه الحادثة تطورا كبيرا فيما بعد خاصة بعدما رفع نادي الحسنية شكوى للفيفا وذلك بعدما لم يتلقوا أي رد من الاتحاد المغربي لكرة القدم.
العنصرية في المغرب لا تقتصر على الأمازيغ فقط، بل يُعاني المهاجرون الأفارقة من هذا أيضا؛ خاصة في المدن الكبرى مثل فاس، مراكش، طنجة والدار البيضاء؛ هذه الأخيرة شهدت عام 2017 صراعات مُتعددة ومواجهات مباشرة بين أفارقة مهاجرون ومواطني المملكة خاصة بعد حادث اعتداء مُهاجرين من جنوب الصحراء على حارس مبنى في فاس مما أدى لوفاته، ويُحمل بعض المغاربة مسؤولية انتشار حوادث القتل وجرائم الاغتصاب للأفارقة المقيمين بطريقة غير شرعية في المغرب، خاصة وأنهم ينتشرون بكثرة في معظم المدن مع اعتبار المملكة نُقطة عبور للقارة الأوروبية.

## العنصرية – نظرة عامة
في مقابلة مع الروائي والكاتب التونسي ذي الأصول الجزائرية كمال الرياحي صرح فيها قائلا: «قد يكون من المفاجئ لك أن تعلم أن الزنجي كان ولا زال مُصطلحا يطلقه التونسيون على السود في بلدي! أنا أعتبر نفسي شخص من أصل زنجي، على الرغم من أنني لست أسود، ربما الأنوف الكبيرة التي نتميز بها نحن الأفارقة تُثبت هذه النظرية، ولذلك أنا متعاطف تجاه السود من كل النواحي؛ خاصة من ناحية الفكر؛ التراث والتاريخ ... نحن البيض لن نتحرر حتى نُحرر أنفسنا من الآراء العنصرية المتعششة في دماغنا والتي تقوم على كُره باقي الأجناس والأديان الأخرى.» كما يُضيف _نفس المؤلف_ منددا بالعنصرية الكبيرة والمشتركة عند العرب قائلا:
في الدول العربية، لا نزال نلعن بعضنا البض باستعمال عبارات من قبيل «أنت يهودي» أو «أنت كردي»، وهذا تمييز عنصري وديني خطير... أيضا شاهد كل المسلسلات والمسرحيات المصرية الهزلية وأخبرني عن اسم شخصية سودانية مثلث فيه! ... في تونس لا زلنا نسمع عن نُكت تسخر من الليبيين ثم هناك نكت أخرى تسخر وتستهزء بالناس من حمص في سوريا ومتأكد أن العكس صحيح، أليست هذه بعنصرية؟ ... نحن العرب نحاول أن نُخفي كل هذا أو نصمت على هذا الواقع المرير مع أن هذه المسألة مهمة، ببساطة يُمكن القول أننا مجتمع مريض ما زال يعاني من عقدة اللون والعرق.

## ضحايا
تعرض العديد من مُهاجري السودان للعنصرية والتمييز خاصة في جبال النوبة والنيل الأزرق ومناطق مُتفرقة أخرى ما بين عامي 1955 و2005، وتُشير التقديرات إلى أن ما يقرب من 20 مليونا من السود قد قتلوا أو على الأقل تعرضوا للتطهير العرقي.
فخلال الحرب الأهلية السودانية الثانية، قُتل حوالي 2.5 مليون شخص في هجمات مُتفرقة كان بعضها ذو دوافع عُنصرية ضد الأفارقة السود الأصليين.
كما تم توثيق العنصرية في ليبيا، خاصة في عقد الـ 2000 وذلك بعد شن هجمات عديدة مُضادة ضد الأفارقة وضد السود. واعتبارا من عام 2009؛ تُشير التقديرات إلى حوالي مليوني شخص من ليبيا من أصل 6.3 مليون مُهاجر هم من الأفارقة السود. كما شهدت العنصرية في ليبيا أبهى تجلياتها في الحرب الأهلية وحتا فيما بعدها؛ حيث أن الشارع الليبي عادة ما يُطلق على المهاجرين الأفارقة والسود خاصة اسم «الرقيق» أو «الحيوانات». هذا وتجدر الإشارة إلى أنه منذ بداية الحرب الأهلية الليبية في عام 2011، والسود يتعرضون للذبح والتعذيب بسبب لون بشرتهم حسب ما أشارت له منظمة العفو الدولية. كما تُشير التقديرات إلى أن 30.000 شخص قد ماتوا بسبب العنصرية في ليبيا ومعظمهم كانوا سودا من الطوارق؛ ويُشار إلى أن العنف والعنصرية لم تعرفها ليبيا إلا بعد الحرب الأهلية.